# Phymaturus aguedae
Phymaturus aguedae — вид ігуаноподібних ящірок родини Liolaemidae. Ендемік Чилі. Описаний у 2014 році.

## Поширення і екологія
Phymaturus aguedae відомі з типової місцевості, розташованої на схилах гори Серро-Провіденсія в гірському масиві Сьєрра-де-Рамон в регіоні Сантьяго. Вони живуть в чагарникових заростях. Зустрічаються на висоті від 2683 до 2716 м над рівнем моря. Живляться рослинністю, є живородними.